# Three Minutes to Earth
«Three Minutes to Earth» (укр. Три хвилини до Землі) — пісня у виконанні групи «The Shin» та грузинської співачки Маріко Ебралідзе, з якою вони представили Грузію на конкурсі пісні «Євробачення 2014».

## Відбір
Пісня обрана 24 лютого 2014 шляхом внутрішнього відбору Грузії на «Євробачення», що дозволило грузинській групі спільно з Маріко представити свою країну на міжнародному конкурсі пісні «Євробачення 2014» у Копенгагені, Данія. 